# Ayisha Fuseini
Ayisha Fuseini est une entrepreneuse sociale ghanéenne. Ayisha est la fondatrice et PDG d'Asheba, entreprise enregistrée en 2013 au Ghana,

## Asheba
Son entreprise travaille avec plus de 600 femmes dans les communautés rurales de Tamale, dans la Région du Nord,. Elle a créé un centre de traitement qui réduit la charge de travail des femmes avec lesquelles elle travaille. Son entreprise fournit également des services financiers pour soutenir les femmes dans l'entreprise de karité,,,. Son entreprise produit des produits de beauté tels que du savon, des crèmes pour le corps et d'autres produits à base de beurre de karité de haute qualité. Elle est également fournisseur de beurre de karité pour la chaîne The Body Shop. 
Elle a reçu le soutien de la Camfed.

## Éducation
Elle est titulaire d'un diplôme en administration des affaires et est reconnue en tant que programmeuse commerciale en investissement avec le programme BLP (Business Linkage Program) Invest in Africa (IIA),  en 2016,,.  

## Prix
Elle est lauréate de deux prix « Invest in Africa » en janvier 2018, dont celui de Female Entrepreneur of the Year (2018), et Business Innovation of the Year.